# Лескотт, Джолеон
Джо́леон Па́трик Ле́скотт (англ. Joleon Patrick Lescott; 16 августа 1982, Бирмингем) — английский футболист, защитник.

## Биография

### Клубная карьера
Лескотт был замечен скаутами «Вулверхэмптон Уондерерс», когда играл за детскую команду «Гринхэм Джайнс», и был приглашён в футбольный центр клуба. В возрасте тринадцати лет Джолеон был близок к тому, чтобы закончить с футболом, поскольку тренировки казались ему слишком утомительными, но в августе 1999 года все же подписал юношеский контракт с «волками».
В основе он дебютировал уже в 17 лет, выйдя на поле в матче против «Шеффилд Уэнсдей» 13 августа 2000 года, и два следующих года признавался лучшим молодым игроком команды. В сезоне 2002/03 мощный защитник стал незаменимым игроком клуба, пропустив только одну игру в кубке и чемпионате. По итогам сезона «Вулверхэмптон» занял 5 место, что позволило клубу сыграть в стыковых матчах за выход в премьер-лигу. Уверенно пройдя «Рединг» и «Шеффилд Юнайтед», финалист Кубка УЕФА 1971 года впервые за 19 лет вышел в высший английский дивизион. Победу в финале плей-офф на «Уэмбли» Лескотт называл самым знаменательным моментом своей футбольной карьеры. Впрочем, тяжелая травма колена потребовала операции, и в результате весь сезон 2003/04 Джолеон был вынужден пропустить. «Волки» за это время успели вылететь из премьер-лиги, и Лескотту пришлось вновь играть во втором дивизионе.
Летом 2006 года Лескотт перешёл в «Эвертон». Два миллиона фунтов было выплачено сразу, два — в рассрочку, и ещё один миллион достался позже «Вулверхэмптону» как бонус за число матчей, проведенных игроком в чемпионате. Уход Крёльдрупа и Феррари, а также травма Стаббса позволили Лескотту вскоре дебютировать в новом клубе. Первые его игры сложились весьма удачно — в частности, со счетом 3:0 был обыгран извечный враг «Ливерпуль» — и Лескотт стал постоянно играть в основном составе.
В сезоне 2007/08 Лескотт был твердым игроком основы, добавив к надежности в обороне ещё и прекрасную игру в нападении — он забил 7 голов в чемпионате и 2 в Кубке УЕФА.
26 августа 2009 года защитника приобрел «Манчестер Сити» за £ 22 млн. Лескотт подписал с клубом 5-летний контракт. Вместе с «Сити» Джолеон стал двукратным чемпионом Премьер-лиги, выиграл Кубок Англии и Кубок Лиги.
По окончании контракта с «горожанами», 20 июня 2014 года, Джолеон Лескотт перешёл в «Вест Бромвич». 21 сентября 2014 года Лескотт дебютировал в матче против «Тоттенхэма», который закончился победой «Вест Брома» (0:1), а Джолеон отыграл весь матч.
Первую жёлтую карточку получил 4 октября против «Ливерпуля» (2:1). Первый гол он забил против «Куинз Парк Рейнджерс», что не помогло «Вест Бромвичу» одержать победу (3:2). В общем за «Вест Бромвич Альбион» он получил 3 желтых карточек, забил 1 гол и отдал 2 голевые передачи.
1 сентября официально стал игроком «Астон Виллы», а уже 13 сентября впервые дебютировал против «Лестер Сити» (3:2). Старт для Лескотта, как и для всего клуба оказался неудачным, так как команда проиграла 7 игр подряд.
29 августа 2016 года греческий АЕК объявил о подписании с Лескоттом 2-х летнего контракта. Однако за новый клуб англичанин успел провести лишь четыре встречи, и, спустя 3 месяца, покинул АЕК.
24 января 2017 года Лескотт подписал краткосрочный контракт с «Сандерлендом» до конца сезона. Джолеон Лескотт провел 2 матча в АПЛ, после чего покинул клуб.
27 ноября 2020 года, спустя три года после последнего матча на профессиональном уровне, клуб четвертого испанского дивизиона «Расинг Мурсия» сообщил о том, что игрок возобновляет карьеру в составе испанского клуба. Позже Лескотт опроверг это сообщение, заявив, что у него было предложение провести за клуб одну игру, но он не давал на него согласия.

### Карьера в сборной
Лескотт играл за молодёжные сборные Англии, за вторую сборную, а 13 октября 2007 года сыграл и за национальную команду в матче против Эстонии. Следующие две его официальные игры были омрачены поражениями от России и Хорватии, однако новый тренер Фабио Капелло продолжал вызывать его в сборную
11 июня 2012 года на 30-й минуте матча Англия — Франция головой забил первый мяч англичан на Евро 2012.

#### Гол за сборную
| #  | Дата         | Место                 | Соперник | Счёт | Результат | Турнир         |
| -- | ------------ | --------------------- | -------- | ---- | --------- | -------------- |
| 1. | 11 июня 2012 | Донбасс Арена, Донецк | Франция  | 1:0  | 1:1       | УЕФА Евро 2012 |

## Достижения
Манчестер Сити
- Чемпион Англии: 2012, 2014
- Обладатель Кубка Англии: 2011
- Обладатель Кубок Футбольной лиги: 2014